# 김영진 (프로게이머)
김영진(1990년 5월 17일 ~ )은 대한민국의 전직 스타크래프트, 스타크래프트 II 프로게이머이다. SuperNova라는 아이디를 사용하며, 종족은 테란이다.

## 개요
2007년 상반기 드래프트에서 KTF 매직엔스(현 KT 롤스터)의 추천선수로 입단하였다.
2010년 1월 5일 웅진 스타즈로 이적하였다.
2010년 10월 20일 스타크래프트에서 은퇴가 공시되었다.
2011년 1월 스타크래프트 II 프로게이머로 전향하였으며 이후 GSL에 출전하고있다.
2012년 10월 GSL Code S 10회 연속 진출을 노렸으나 아쉽게 실패하여 9연속에 머물렀다.
oGs와 mTw에서 활동하기도 했다.
2013년 1월 30일 AZUBU에 입단했다.
아주부와의 계약이 2014년 2월 28일부로 종료되어 무소속 신분으로 활동하다가 같은 해 7월 북미 게임단인 ROOT Gaming에 입단했다.
2015년 12월 군입대 예정으로 인해 2015년 8월 31일자로 은퇴하였다.

## 수상 경력
스타크래프트 II : 프리미어 개인리그 준우승 1회
- 2011년 2011 인텔 글로벌 스타크래프트 II 리그 Mar. Code A 준우승
- 2011년 2011 LG 시네마 3D, 인텔코리아 글로벌 스타크래프트 II 리그 May Code S 16강
- 2011년 2011 LG 시네마 3D, 인텔코리아 슈퍼 토너먼트 32강
- 2011년 2011 PEPSI 글로벌 스타크래프트 II 리그 July Code S 32강
- 2011년 2011 PEPSI 글로벌 스타크래프트 II 리그 Aug. Code S 32강
- 2011년 2011 소니 에릭슨 글로벌 스타크래프트 II 리그 Oct. Code S 8강
- 2011년 2011 소니 에릭슨 글로벌 스타크래프트 II 리그 Nov. Code S 32강
- 2012년 IEM Season VI - Global Challenge Sao Paulo 준우승
- 2012년 2012 핫식스 2012 글로벌 스타크래프트 II 리그 시즌 1 Code S 16강
- 2012년 2012 핫식스 2012 글로벌 스타크래프트 II 리그 시즌 2 Code S 8강
- 2012년 2012 무슈제이 2012 글로벌 스타크래프트 II 리그 시즌 3 Code S 16강
- 2012년 2012 핫식스 2012 글로벌 스타크래프트 II 리그 시즌 4 Code S 32강
- 2012년 IEM Season VII - Cologne 8강
- 2012년 2012 HOT6 GSL Season 5 코드 A 48강
- 2013년 2013 WCS Korea Season 1 챌린저리그 12강
- 2013년 2013 Ritmix Russian StarCraft II League Season 5 16강
- 2013년 2013 WCS 코리아 시즌 2 옥션 올킬 스타리그 6위
- 2013년 2013 WCS 코리아 시즌 3 조군샵 글로벌 스타크래프트 II 리그 32강
- 2013년 2013 DreamHack Open: Bucharest 8강
- 2013년 2013 WCS 코리아 시즌 3 챌린저리그 12강
- 2014년 2014 WCS 코리아 시즌 1 핫식스 글로벌 스타크래프트 II 리그 코드 S 32강
- 2014년 2014 WCS 코리아 시즌 2 핫식스 글로벌 스타크래프트 II 리그 코드 S 32강
- 2014년 2014 WCS 코리아 시즌 3 핫식스 글로벌 스타크래프트 II 리그 코드 A 48강
- 2014년 The Big One 8강
- 2014년 2014 Red Bull Battle Grounds: Detroit 16강
- 2015년 Copenhagen Games Spring 2015 8강
- 2015년 2015 스베누 글로벌 스타크래프트 II 리그 시즌 2 코드 A 48강
- 2015년 IEM Season X - Shenzhen 16강